# شريك جيد
شريك جيد (بالكورية: 굿파트너) هو مسلسل تلفزيوني كوري جنوبي، بطولة جانغ نا-را، نام جي هيون، كيم جون-هان، بيو جي-هوون، بيو سيونغ-هيون، وهان جاي يي. عرض على قناة SBS TV في 12 يوليو الى 20 سبتمبر 2024، وتم بثه كل يومي الجمعة والسبت الساعة 22:00 (KST). 
في 3 أبريل 2025 ، أكدت SBS عن تجديد المسلسل لموسم ثاني وهو في مرحلة التخطيط والاعداد.

## القصة
تشا إيون كيونغ (جانغ نا را) هي محامية مخضرمة منذ 17 عامًا في شركة المحاماة دايجونغ. تخصصها في مجال قانون الطلاق.  أثناء عملها في قضايا الطلاق، سرعان ما تواجه أزمة طلاقها المحتمل. في مكتب المحاماة الخاص بها، تعمل جنبًا إلى جنب مع المحامية المبتدئة هان يو ري (نام جي هيون). إنهم مختلفون تمامًا عن بعضهم البعض. لا تتسامح "هان يو ري" مع الظلم، بينما تعتقد "تشا إيون كيونغ" أن مصالح مكتب المحاماة عملائها تأتي في المقام الأول مهما كان الأمر. وبسبب اختلافهم في القيم والخبرات فإنهم يختلفون في كل شيء. أثناء العمل على حل خلافاتهم، يواجه كلاهما تغييرًا كبيرًا في حياتهما. وهم يعملون أيضًا مع المحامين جونغ وو جين (كيم جون-هان) والمحامي جيون إيون هو (بيو جي-هوون).

## طاقم
- جانغ نا را بدور تشا إيون كيونغ: محامية في قضايا الطلاق. إنها محامية مخضرمة تتمتع بخبرة 17 عامًا معترف بها، وهي شخصية واضحة ومشاكسة.[6]
- نام جي هيون بدور هان يو ري: محامية مبتدئة عانت من طلاق والديها. غير قادرة على تحمل الظلم، فهي تصطدم باستمرار مع إيون كيونغ، التي تعتقد أن مصالح الشركة تأتي في المقام الأول وأن المحامي الحقيقي يجب أن يقوم بدور الموكل حتى لو ارتكب العميل خطأ ما. (الموسم 1)[6]
- كيم جون-هان بدور جونغ وو-جين: محامٍ محضرم مع ايون-كيونغ. يتمتع بكاريزما لطيفة تتأرجح بين المودة والبرودة. إنه الشخص الذي تثق به إيون كيونغ.[6]
- بيو جي-هوون بدور جيون إيون هو: محامٍ متفائل يؤمن بـ "توازن الحب في العمل".[6]
- بيو سيونغ-هيون في دور كيم جي سانغ: زوج اون-كيونغ ذو. وهو أيضًا مستشار طبي في شركة داي-جيونغ للمحاما.[7]
- هان جاي يي بدور تشوي سا-را: سكرتيرة اون-كيونغ منذ عشر سنوات. لقد ارتقت في الرتب من سكرتيرة إلى مساعد كاتب قانوني.[7]

## الإنتاج
المسلسل من تأليف تشوي يو نا، وهي محامية طلاق وكاتب، ومن إخراج كيم جا رام التي عملت في اخراج المحقق مصاص الدماء (2016)، طاقم الزهرة: وكالة زواج جوسون (2019)، مع ذلك (2021). من تخطيط وانتاج إستوديو إس بي إس وإستوديو أند نيوز. بدأ التصوير في عام 2024.

## المشاهدات
| الموسم | الموسم | رقم الحلقة | رقم الحلقة | رقم الحلقة | رقم الحلقة | رقم الحلقة | رقم الحلقة | رقم الحلقة | رقم الحلقة | رقم الحلقة | رقم الحلقة | رقم الحلقة | رقم الحلقة | رقم الحلقة | رقم الحلقة | رقم الحلقة | رقم الحلقة | المتوسط |
| الموسم | الموسم | 1          | 2          | 3          | 4          | 5          | 6          | 7          | 8          | 9          | 10         | 11         | 12         | 13         | 14         | 15         | 16         | المتوسط |
| ------ | ------ | ---------- | ---------- | ---------- | ---------- | ---------- | ---------- | ---------- | ---------- | ---------- | ---------- | ---------- | ---------- | ---------- | ---------- | ---------- | ---------- | ------- |
|        | 1      | 1.349      | 1.551      | 1.898      | 2.524      | 2.213      | 2.440      | 3.431      | 2.634      | 3.473      | 2.765      | 2.727      | 2.515      | 3.007      | 2.801      | 3.199      | 2.829      | 2.585   |

وفقا لنيلسن، فقد حقق المسلسل نجاحا كبيرا، سجلت الحلقة الرابعة من البث نسبة 13.7% حوالي 2.5 مليون مشاهد على التلفزيون. حقق المسلسل رقما قياسيا جديدا، حيث وصلت الحلقة السابعة نسبة 17.7% بحوالي 3.4 مليون مشاهد على التلفزيون، ليصبح افضل مسلسل لهذا العام بجانب اتصال، زهرة الفارس، ملكة الدموع.
| تاريخ | تاريخ البث     | تقييمات نيلسن كوريا | تقييمات نيلسن كوريا |
| تاريخ | تاريخ البث     | على الصعيد الوطني   | سيئول               |
| ----- | -------------- | ------------------- | ------------------- |
| 1     | 12 يوليو 2024  | 7.8%                | 8.1%                |
| 2     | 13 يوليو 2024  | 8.7                 | 8.8%                |
| 3     | 20 يوليو 2024  | 10.5%               | 10.9%               |
| 4     | 21 يوليو 2024  | 13.7%               | 14.1%               |
| 5     | 26 يوليو 2024  | 12.1%               | 13.2%               |
| 6     | 16 اغسطس 2024  | 13.6%               | 14.3%               |
| 7     | 17 اغسطس 2024  | 17.7%               | 18.7%               |
| 8     | 23 اغسطس 2024  | 14.6%               | 15.3%               |
| 9     | 24 اغسطس 2024  | 17.2%               | 17.8%               |
| 10    | 30 اغسطس 2024  | 15.5%               | 16.0%               |
| 11    | 31 اغسطس 2024  | 15.4%               | 15.7%               |
| 12    | 6 سبتمبر 2024  | 14.4%               | 14.8%               |
| 13    | 7 سبتمبر 2024  | 16.3%               | 16.9%               |
| 14    | 13 سبتمبر 2024 | 15.7%               | 16.8%               |
| 15    | 14 سبتمبر 2024 | 16.7%               | 16.8%               |
| 16    | 20 سبتمبر 2024 | 15.2%               | 15.7%               |
| متوسط | متوسط          | 15.7%               | 14.6%               |

## الجوائز والترشيحات
| قائمة الجوائز والترشيحات | قائمة الجوائز والترشيحات | قائمة الجوائز والترشيحات                | قائمة الجوائز والترشيحات | قائمة الجوائز والترشيحات | قائمة الجوائز والترشيحات |
| السنة                    | الجائزة                  | الفئة                                   | المستلم                  | النتيجة                  | م.                       |
| ------------------------ | ------------------------ | --------------------------------------- | ------------------------ | ------------------------ | ------------------------ |
| 2024                     | جوائز دراما إس بي إس     | الجائزة الكبرى (الديسانغ)               | جانغ نا را               | فوز                      | [ 12 ] [ 13 ] [ 14 ]     |
| 2024                     | جوائز دراما إس بي إس     | جائزة التميز لأفضل ممثلة في مسلسل قصير  | نام جي هيون              | فوز                      | [ 12 ] [ 13 ] [ 14 ]     |
| 2024                     | جوائز دراما إس بي إس     | جائزة التميز، لأفضل ممثل في مسلسل قصير  | كيم جون هان              | فوز                      | [ 12 ] [ 13 ] [ 14 ]     |
| 2024                     | جوائز دراما إس بي إس     | جائزة التميز، لأفضل ممثل في مسلسل قصير  | بيو جي هون               | فوز                      | [ 12 ] [ 13 ] [ 14 ]     |
| 2024                     | جوائز دراما إس بي إس     | جائزة التميز، لأفضل ممثلة في مسلسل قصير | نام جي هيون              | رُشِّح                      | [ 12 ] [ 13 ] [ 14 ]     |
| 2024                     | جوائز دراما إس بي إس     | جائزة التميز، لأفضل ممثلة في مسلسل قصير | سيو جونغ يون             | رُشِّح                      | [ 12 ] [ 13 ] [ 14 ]     |
| 2024                     | جوائز دراما إس بي إس     | أفضل ممثل مساعد في مسلسل قصير           | جي سونغ هيون             | فوز                      | [ 12 ] [ 13 ] [ 14 ]     |
| 2024                     | جوائز دراما إس بي إس     | أفضل ممثلة شابة                         | جون يو نا                | فوز                      | [ 12 ] [ 13 ] [ 14 ]     |
| 2024                     | جوائز دراما إس بي إس     | أفضل فريق داعم                          | شريك جيد                 | فوز                      | [ 12 ] [ 13 ] [ 14 ]     |
| 2024                     | جوائز دراما إس بي إس     | أفضل أداء                               | هان جاي يي               | فوز                      | [ 12 ] [ 13 ] [ 14 ]     |
| 2025                     | جوائز بايكسانغ للفنون    | أفضل ممثلة                              | جانغ نا را               | رُشِّح                      | [ 15 ]                   |
| 2025                     | جوائز بايكسانغ للفنون    | أفضل ممثل مساعد                         | كيم جون هان              | رُشِّح                      | [ 15 ]                   |
| 2025                     | جوائز بايكسانغ للفنون    | أفضل سيناريو                            | تشوي يو نا               | رُشِّح                      | [ 15 ]                   |

## روابط خارجية
- الموقع الرسمي
 (بالكورية)
- شريك جيد على موقع IMDb (الإنجليزية)
- شريك جيد على موقع قاعدة بيانات الفيلم (الإنجليزية)
- شريك جيد على هانسينما